# One Sweet Day
«One Sweet Day» (en español: «Un dulce día») es una canción grabada, escrita, compuesta e interpretada por la cantautora estadounidense Mariah Carey y el grupo estadounidense de R&B contemporáneo, Boyz II Men. La canción fue escrita por Carey, Walter Afanasieff y los miembros de Boyz II Men: Wanya Morris, Shawn Stockman, Nathan Morris y Michael McCary. «One Sweet Day» fue producido por Carey y Afanasieff para su quinto álbum de estudio Daydream (1995), y fue lanzado como segundo sencillo del álbum el 14 de noviembre de 1995. La canción habla sobre la pérdida de un ser querido, y, finalmente, al verlos, una vez más, en el cielo un día, y cómo el protagonista tomó su presencia por sentado y les echa de menos. Tanto Carey y Boyz II Men escribió la canción sobre las personas concretas en sus vidas para incluir a las víctimas de la epidemia de sida, de modo global prevalentes en ese momento.
El sencillo obtuvo recepciones positivas por los críticos de música, muchos de los cuales felicitó a su contenido y voz lírica, así como considerarlo un tema destacado del álbum. La canción experimentó el éxito en muchos países de todo el mundo, especialmente en Estados Unidos. Pasó 16 semanas en el puesto número uno de la Billboard Hot 100 y es una de las canciones que más tiempo estuvo en el número uno en la lista. La canción también alcanzó el éxito fuerte en todo el mundo, encabezó las listas en Canadá y Nueva Zelanda, y alcanzando el top diez en Australia, Bélgica, Francia, Irlanda, Países Bajos, Noruega, Suecia y el Reino Unido. Además, «One Sweet Day» ocupó el primer lugar en la encuesta de lectores de la revista Rolling Stone a la Mejor Colaboración de todos los tiempos.
Carey cantó este sencillo en vivo en varios programas de televisión y entregas de premios en todo el mundo. Ella interpretó junto a Boyz II Men en la ceremonia anual de los Premios Grammy, celebrada el 28 de febrero de 1996. Además, la canción fue interpretada en el funeral de la Princesa Diana de Gales en septiembre de 1997. «One Sweet Day», fue parte del conjunto de listas en varias giras musicales de Carey haciendo su debut en conjunto que acompaña al álbum de conciertos, el Daydream World Tour y aparece en sus álbumes recopilatorios, #1's (1998), Greatest Hits (2001) y The Ballads (2009).

## Antecedentes
| Cuando me enteré de que tenía SIDA lloré durante días. Ella realmente no podía cuidar a su hijo otra vez, ahora vive con mi madre. Esta triste historia me hizo preocupar más por otros niños necesitados. Para darles consejos y ver que consiguen una vida mejor. —Carey a su hermana al ser diagnosticada con VIH. |

«One Sweet Day» se inspiró en la muerte del productor y miembro de C+C Music Factory, David Cole, así como en el guitarrista de Def Leppard, Steve Clark. Mientras Mariah Carey y Boyz II Men pensaban en una posible colaboración, la cantante descubrió que el grupo había escrito una canción tributo a su mánager, asesinado durante una gira. Su canción, sumada a la de ellos, se convirtió en el tema. Por otro lado, David Cole había trabajado con Mariah Carey en sus dos álbumes anteriores, incluido el EP MTV Unplugged. Durante aquella época, Carey había acordado grabar una canción con Boyz II Men. Se trata de una de las canciones en las que Carey demuestra la fuerza de su voz en el álbum Daydream.
Carey tuvo la idea y el coro integrado y después de reunirse con Boyz II Men, se dieron cuenta de que ellos también tenían una idea similar en el desarrollo. En conjunto, el uso de coros y la idea de Carey, así como la melodía que habían producido, que escribió y compuso la canción. La canción fue producida por Afanasieff, que construyó la melodía de la canción y ha añadido varias ranuras y ritmos. Carey expresó cómo la canción y cómo todas las piezas encajan en su lugar:

«Escribí la idea inicial de 'One Sweet Day" con Walter, y tuve el coro... y me detuvo y dijo: "Tengo muchas ganas de hacer esto con Boyz II Men,porque... obviamente soy un gran fan de ellos y pensé que la obra estaba clamando por ellos, las voces que lo hacen, así que dejarlo a un lado y dijo: "¿Quién sabe si esto podría suceder alguna vez, pero yo no quiero terminar esta canción porque yo quiero que sea nuestra canción, si alguna vez lo hacemos juntos. En conjunto la idea de cuando se pierde la gente que está cerca de ti, te cambia la vida y te cambia la perspectiva. Cuando llegaron al estudio, les tocaba la idea de la canción y cuando [ellos] habían terminado, se miraron el uno al otro, un poco aturdidos, y me dijeron que 'Nat' [Nathan Morris] había escrito una canción para su manager que había fallecido. Tenía básicamente la mismo letra y se ajustaba sobre los mismos cambios de acordes. Era muy, muy raro, hemos terminado la canción en ese mismo momento. Todos estábamos un poco volteados sobre nosotros mismos. El destino tuvo mucho que ver con eso. Sé que algunas personas no lo creerán, pero no tendríamos que inventar una historia tan loca».

Después de que comenzó a trabajar en la canción, Carey comenzó a incorporar otras letras en el coro, tratando de hacer la canción y relacionarla con el sida, que estaba en plena vigencia a mediados de la década de 1990. Además, la hermana de Carey, Alison había sido recientemente diagnosticada con el VIH, un evento que arruinó su relación y los separó. Carey ha indicado que ella escribió la canción con la esperanza de que todos sus fanes que han perdido a alguien podrían estar relacionados con «One Sweet Day», y tal vez ayudar a aliviar el dolor de la pérdida. Carey describió la canción como «toda [la] idea de cuando se pierde la gente que está cerca de ti, cambia tu vida y cambia nuestra perspectiva».

## Composición
«One Sweet Day» es una canción «down-tempo» que mezcla R&B y pop. Incorpora la instrumentación de órganos y diferentes ranuras contemporáneos y golpea a su disposición primaria, añadiendo percusión y sintetizadores también.
La canción tiene un compás común y escrita en tonalidad A ♭ mayor, cuenta con una progresión de acordes básicos de A♭-D♭-G, mientras que las voces de Carey y de Boyz II Men van desde la nota baja de E♭4 hasta la nota alta de A♭5, el piano en la pieza oscila entre D♭2 a A♭5. La canción contiene letras corales escritas por Carey, que también organizó y coprodujo la canción junto a Walter Afanasieff. El autor Chris Nickson complementa la instrumentación y los arreglos de la canción, llamando a su uso de sintetizadores «sabio» y «eficiente». Además, afirmó que la producción de Afanasieff y el arreglo vocal y la producción de Carey ayudó a la voz de la canción y el contenido de las letras fluyen juntos.La canción termina con el último coro y Coda en la tonalidad de si bemol mayor.

## Recepción

### Crítica
El tema ha sido elogiado por los críticos de música. En su revisión de Daydream, Bill Lamb de About.com alabó la canción llamando a Carey y a Boyz II Men un «partido vocal perfecto» y escribió: «se unen a ellos lo que podría ser una balada bastante malhumorada en una actuación realmente inspiradora y llena de esperanza.». Stephen Thomas Erlewine de AllMusic elogió la canción por su artesanía y su escritura, al comentar que «[en] "One Sweet Day", un dueto con Boyz II Men, Carey hace un llamamiento a ambas audiencias por igual debido a la gran cantidad de artesanía y el trabajo duro que pone en sus discos.»
Ken Tucker de Entertainment Weekly sintió que la canción verdaderamente destacó el álbum, «[One Sweet Day] irradia una brisa sensual que Carey, por todo el hussiness descarada de su persona pública, rara vez se permite a sí misma para revelar en la canción». Stephen Holden de The New York Times compartió sentimientos similares y escribió: «En One Sweet Day, la cantante se une a Boyz II Men, esos maestros de declararse post-doo-wop en armonías vocales, para un elogio tierno que sugiere que los cantantes han sido personalmente tocado por la crisis del SIDA». La revista People sentía que la canción era una «pista stand-out» y señaló: «Carey hace que todo sea tan fácil». La canción pasó veintiséis semanas en el top 40.

### Comercial
«One Sweet Day» se convirtió en la décima canción número uno de Carey en el Billboard Hot 100, mientras es el cuarto uno de Boyz II Men. La canción se mantuvo en la cima con un récord de dieciséis semanas consecutivas, desde el 2 de diciembre de 1995 hasta el 16 de marzo de 1996. Boyz II Men había tenido anteriormente, dos sencillos con varias semanas, como «End of the Road» (1992) la cual duro trece semanas en el primer lugar e «I'll Make Love to You» (1994) con catorce semanas. La primera nombrada que comparte récord con la canción de Brandy Norwood y Monica «The Boy Is Mine» y la última canción comparte su récord con el sencillo de Whitney Houston «I Will Always Love You». En el 2005 un sencillo de Carey «We Belong Together», y el tema de The Black Eyed Peas «I Gotta Feeling» (2009) se mantuvieron en el número uno durante catorce semanas también.
El tema reemplazó a «Exhale (Shoop Shoop)» de Whitney Houston en el número uno, y fue reemplazado por «Because You Loved Me» de Céline Dion. El sencillo también debutó en el número uno, por lo que Carey es el primer artista en tener más de un número uno de debut, y uno de los dos artistas en contar con dos sencillos que debutan en el número uno de manera consecutiva, junto a Britney Spears, con «3» (2009), «...Baby One More Time» (1998), «Womanizer» (2008) y «Hold It Against Me»(2011). «One Sweet Day» fue el tercer sencillo más vendido de 1995 en Estados Unidos, con ventas de más de 1,3 millones, es además el segundo sencillo más vendido de Carey después de «Fantasy». La canción duró veintiséis semanas en el top 40, fue certificado doble platino por la Recording Industry Association of America (RIAA) y ocupó el puesto número uno en la lista de fin de década de Billboard Hot 100 (1990-1999). Hasta la fecha ha vendido 2 334 000 unidades físicas individuales. En octubre de 2019, la RIAA lo certificó como triple disco de platino. 
Fuera de Estados Unidos llegó al top diez en más de trece países y encabezó las listas en Canadá y Nueva Zelanda, donde se certificó platino. En Canadá, la canción debutó en el RPM Singles Chart en el número ochenta y nueve del de diciembre de 1995, y llegó a la cima de la tabla, el 22 de enero de 1996. Estuvo presente en la lista de un total de veinticuatro semanas, y el puesto doce en la lista de fin de año de la RPM para el año 1996. Llegó al lugar dos en Australia (donde se certificó platino), Países Bajos; y entre los cinco primeros lugares en Francia (certificada plata) e Irlanda y fue top diez en Bélgica, Noruega (certificado de platino), Suecia y el Reino Unido (certificado de plata). En el Reino Unido, es uno de los sencillos más vendidos de Carey, con ventas estimadas de más de 255 000.
Más de 20 años más tarde, la canción Despacito de Luis Fonsi con Daddy Yankee y Justin Bieber logra también la hazaña de ocupar dieciséis semanas en primer lugar en 2017 y empata con "One Sweet Day" como los sencillos con la estadía más larga en el Billboard Hot 100. 
Este récord fue batido dos años más tarde, en julio de 2019, con la canción Old Town Road de Lil Nas X con Billy Ray Cyrus que logra ocupar diecisiete semanas en primer lugar, convirtiéndose en el sencillo con la mayor cantidad de semanas en el número 1 del Billboard Hot 100. En 2024, A Bar Song (Tipsy) de Shaboozey, también logró igualar la hazaña.

## Vídeo musical
El vídeo musical de «One Sweet Day» fue dirigido por Larry Jordan, cuando los artistas se reunieron para realizar el vídeo musical, expresaron que no tenían el tiempo suficiente para grabar el tema y luego el vídeo, por esa razón un equipo de filmación estuvo presente durante la grabación del sencillo, y pedazos de Carey y Boyz II Men cantando en la filmación. En una entrevista con Fred Bronson, Walter Afanasieff hizo las siguientes declaraciones en relación con el video de la canción:

«Fue una locura! Tenían equipos de filmación y los chicos de vídeo, ya que estoy en la junta tratando de producir. Y estos chicos estaban corriendo con una pelota, porque Mariah y ellos se estaban riendo y gritando y que están siendo entrevistados. Y estoy tocando la gente en el hombro. "Tenemos que llegar al micrófono!" Se han ido en un par de horas, por lo que registra todo lo que hicieron, orando que era suficiente.»

Después de la liberación de la canción, Carey expresó su contenido con el vídeo. Ella dijo que estaba feliz con que el vídeo musical real nunca fuese filmado, por temor a que no pudiese realmente capturar en el vídeo el «precioso mensaje» de la canción. Los críticos estuvieron de acuerdo, con la sensación de que la canción era una combinación perfecta para el vídeo y su mensaje. Además de las sesiones de grabación, el vídeo también compartió bits de Carey y Boyz II Men unidos y compartiendo sus ideas en el estudio.

## Actuaciones en directo y versiones de otros artistas
«One Sweet Day» fue interpretada por primera vez en la entrega número 38 de los Premios Grammy, realizado el 28 de febrero de 1996, donde la artista llevaba un vestido negro sin mangas y una blusa negra larga, en cuanto al grupo llevaban una chaqueta blanca y pantalón negro. Después del puente de la canción, un coro de voces masculinas y femeninas se llegaron sobre el escenario, vestidos de blanco. La canción también se interpretó en el funeral de la princesa Diana en septiembre de 1997, donde otros artistas cantaron incluidos Elton John. Durante el acto y la canción recital, Carey llevaba un largo vestido negro escarpado, con largos rizos dorados y los de Boyz II Men llevaban un traje que iba a juego con la ropa oscura de Carey. La canción se convirtió en una de los temas del especial de Navidad de Carey en 2001, donde la interpretó junto a Boyz II Men. Durante el especial, Carey lució un vestido rojo en honor a la temática del evento y contó con un largo peinado de oro. Uno de los vocalistas masculinos ya había sido suprimida, como uno de los miembros del grupo ya había renunciado a la banda.

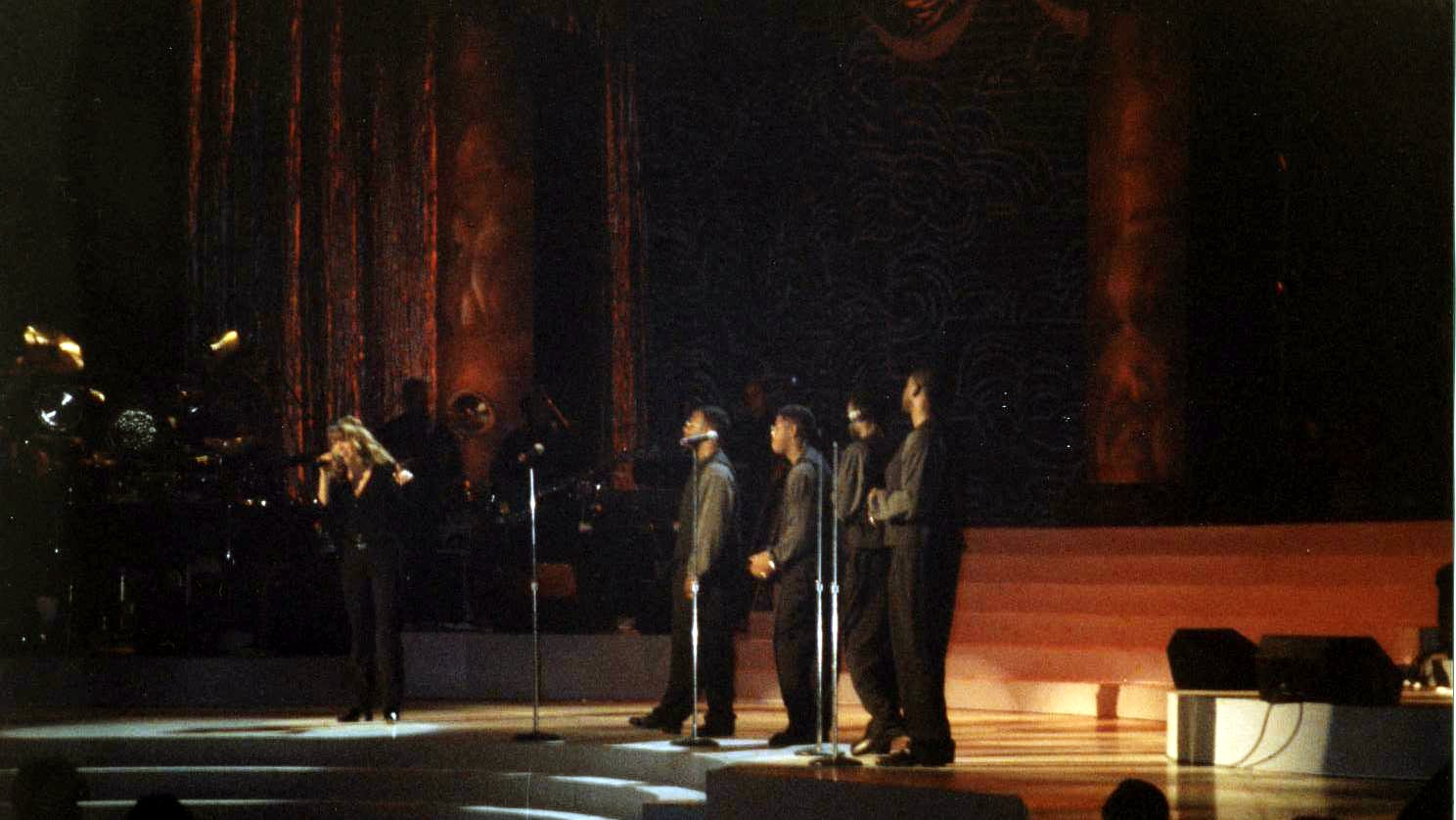
Boyz II Men y Carey interpretando «One Sweet Day» en el Madison Square Garden.

También el tema se presentó en varias giras de la cantante, como en el Daydream World Tour (1996), en el cual Boyz II Men eran visto en una pantalla de proyección, cuyas imágenes fueron tomadas durante el concierto filmado en el Madison Square Garden en diciembre de 1995, un concepto similar se utilizó en Butterfly World Tour (1998) y en algunas fechas de The Adventures of Mimi Tour (2006). En su tour Angels Advocate (2010), interpretó el tema en compañía de Trey Lorenz quien reemplaza los versos del grupo, que más tarde se convertiría en una pista de sencillos en Estados Unidos.
Los siete finalistas de la séptima temporada de American Idol interpretaron la canción. En ese episodio la cantante fue la mentora, además de que los competidores iban a cantar su repertorio. También fue interpretada por la banda JLS en la quinta temporada de The X Factor, recibiendo elogios de los cuatro jueces quienes declararon: «es una canción increíblemente difícil de cantar», porque era una «canción de Carey». John Adeleye también canto la canción en la séptima temporada de The X Factor donde fue la mejor actuación de esa noche. Shannon Magrane de la la undécima temporada de American Idol, en la temática «Canciones de tu año de nacimiento» interpretó el tema y resultó eliminada. Andy Williams incluyó una versión de la canción en su álbum I Don't Remember Ever Growing Up (2007).

## Lista de canciones
| Sencillo en casete |                                     |          |  |
| N.º                | Título                              | Duración |  |
| 1.                 | «One Sweet Day» (Versión del álbum) | 4:41     |  |
| 2.                 | «One Sweet Day» (Versión en vivo)   | 5:01     |  |

| Maxisencillo |                                     |          |  |
| N.º          | Título                              | Duración |  |
| 1.           | «One Sweet Day» (Versión del álbum) | 4:42     |  |
| 2.           | «One Sweet Day» (Versión en vivo)   | 5:01     |  |
| 3.           | «Open Arms»                         | 3:30     |  |

| Maxisencillo 1 |                                     |          |  |
| N.º            | Título                              | Duración |  |
| 1.             | «One Sweet Day» (Versión del álbum) | 4:42     |  |
| 2.             | «One Sweet Day» (Versión a capela)  | 4:52     |  |
| 3.             | «One Sweet Day» (Chucky's Remix)    | 4:51     |  |
| 4.             | «One Sweet Day» (Versión en vivo)   | 5:08     |  |

| Maxisencillo 2 |                                        |          |  |
| N.º            | Título                                 | Duración |  |
| 1.             | «One Sweet Day» (Versión del álbum)    | 4:42     |  |
| 2.             | «Fantasy» (Dref Drum's Mix)            | 4:01     |  |
| 3.             | «Joy to the World» (Celebration's Mix) | 7:58     |  |
| 4.             | «Joy to the World» (Club Mix)          | 7:35     |  |

| Maxisencillo |                                     |          |  |
| N.º          | Título                              | Duración |  |
| 1.           | «One Sweet Day» (Versión del álbum) | 4:42     |  |
| 2.           | «One Sweet Day» (Dref Drum's Mix)   | 4:52     |  |
| 3.           | «One Sweet Day» (Chucky's Remix)    | 4:51     |  |
| 4.           | «One Sweet Day» (Versión en vivo)   | 5:08     |  |
| 5.           | «Fantasy»                           | 4:01     |  |

## Créditos y personal
- Mariah Carey — coproducción, composición, voz
- Walter Afanasieff — coproducción, composición de canciones
- Nathan Morris — composición, voz
- Wanya Morris — composición, voz
- Shawn Stockman — composición, voz
- Michael McCary — composición, voz
- Fuente[36]

## Posicionamientos en listas
| País y lista (1995–96)                  | Posición más alta |
| --------------------------------------- | ----------------- |
| Australia Australian Singles Chart      | 2                 |
| Austria Austrian Singles Chart          | 25                |
| Bélgica (Flandés) Ultratop              | 8                 |
| Bélgica (Valonia) Ultratop              | 8                 |
| Canadá Canadian Singles Chart           | 1                 |
| Dinamarca Danish Singles Chart          | 5                 |
| Países Bajos Dutch Singles Chart        | 2                 |
| Europa Eurochart Hot 100 Singles        | 6                 |
| Finlandia Finnish Singles Chart         | 16                |
| Francia French Singles Chart            | 5                 |
| Alemania German Singles Chart           | 25                |
| Estados Unidos (Billboard Hot 100)      | 1 (16 semanas)    |
| Estados Unidos (Adult Contemporary)     | 1                 |
| Estados Unidos (Adult Top 40)           | 1                 |
| Estados Unidos (Hot R&B/Hip-Hop Songs)  | 2                 |
| Estados Unidos (Mainstream Top 40)      | 1                 |
| Estados Unidos (Rhythmic Songs)         | 1                 |
| Irlanda Irish Singles Chart             | 4                 |
| Italia Italian Singles Chart            | 24                |
| Japón Japanese Singles Chart            | 87                |
| Nueva Zelanda New Zealand Singles Chart | 1                 |
| Noruega Norwegian Singles Chart         | 6                 |
| Suecia Swedish Singles Chart            | 7                 |
| Suiza Swiss Singles Chart               | 12                |
| Reino Unido UK Singles Chart            | 6                 |

| Lista (1996)                         | Posición |
| ------------------------------------ | -------- |
| Australia (Australian Singles Chart) | 40       |
| Bélgica (Flandes) (Singles Chart)    | 83       |
| Bélgica (Valonia) (Singles Chart)    | 48       |
| Canadá (RPM Singles Chart)           | 12       |
| Estados Unidos (Billboard Hot 100)   | 2        |
| Europa (Eurochart Hot 100)           |          |
| Países Bajos (Dutch Top 40)          | 37       |
| Francia (French Singles Chart)       | 59       |
| Suiza (Swiss Music Chart)            | 49       |

| Lista                                     | Posición |
| ----------------------------------------- | -------- |
| Estados Unidos (Billboard Hot 100) Top 40 | 34       |

| Fin de década (1990–1999)        | Posición |
| -------------------------------- | -------- |
| Estados Unidos Billboard Hot 100 | 1        |

| País(Proveedor)       | Certificación |
| --------------------- | ------------- |
| Australia (ARIA)      | Platino       |
| Francia (SNEP)        | Plata         |
| Nueva Zelanda (RIANZ) | Platino       |
| Noruega (VG-lista)    | Platino       |
| Reino Unido(BPI)      | Plata         |
| Estados Unidos (RIAA) | 3× Platino    |

- Ver lista de predecesores y sucesores

| Predecesor: «Exhale (Shoop Shoop)» de Whitney Houston | Billboard Hot 100 Sencillo N° 1 2 de diciembre de 1995 - 16 de marzo de 1996               | Sucesor: «Because You Loved Me» de Céline Dion |
| Predecesor: «Fantasy» de Mariah Carey                 | Billboard Pop Songs — Sencillo N° 1 9 de diciembre de 1995 - 17 de febrero de 1996         | Sucesor: «Missing» de Everything but the Girl  |
| Predecesor: «As I Lay Me Down» de Sophie B. Hawkins   | Billboard Adult Contemporany — Sencillo N° 1 30 de diciembre de 1995 - 23 de marzo de 1996 | Sucesor: «Because You Loved Me» de Celine Dion |
| Predecesor: «Exhale (Shoop Shoop)» de Whitney Houston | RPM — Sencillo N° 1 22 de enero de 1996 - 29 de enero de 1996                              | Sucesor: «One of Us» de Joan Osborne           |
| Predecesor: «Gangsta's Paradise» de Coolio con L.V.   | RIANZ Singles Chart — Sencillo N° 1 22 de diciembre de 1995 – 19 de enero de 1996          | Sucesor: «How Bizarre» de OMC                  |

## Premios y nominaciones
| Año  | Premio                           | Categoría                                                   | Resultado |
| ---- | -------------------------------- | ----------------------------------------------------------- | --------- |
| 1996 | Billboard Music Awards           | Top Hot 100 Singles                                         | Nominado  |
| 1996 | Billboard Music Awards           | Premio especial — 16 semanas en el número 1                 | Ganador   |
| 1996 | Blockbuster Entertainment Awards | Sencillo de cantante femenina (Adult Contemporany) favorito | Ganador   |
| 1996 | Premios Grammy                   | Mejor colaboración vocal de pop                             | Nominado  |
| 1996 | Premios Grammy                   | Grabación del año                                           | Nominado  |
| 1996 | MTV Video Music Awards           | Mejor vídeo R&B                                             | Nominado  |
| 1996 | NAACP Image Awards               | Mejor presentación en vivo en el Madison Square Garden      | Nominado  |
| 1997 | ASCAP Awards                     | Compositor de Rhythm & Soul                                 | Ganador   |
| 1997 | BMI Pop Music Awards             | Mejor composición pop                                       | Ganador   |
| 1997 | BMI Pop Music Awards             | Canción del año                                             | Ganador   |

## Historial de lanzamientos
| País           | Fecha de lanzamiento    | Formato                      | Discográfica     |
| -------------- | ----------------------- | ---------------------------- | ---------------- |
| Alemania       | 14 de noviembre de 2014 | Sencillo en CD, Maxisencillo | Columbia Records |
| Canadá         | 14 de noviembre de 2014 | Sencillo en CD, Maxisencillo | Columbia Records |
| Estados Unidos | 14 de noviembre de 2014 | Sencillo en CD, Maxisencillo | Columbia Records |
| Francia        | 14 de noviembre de 2014 | Sencillo en CD, Maxisencillo | Columbia Records |
| Japón          | 14 de noviembre de 2014 | Sencillo en CD, Maxisencillo | Columbia Records |
| Reino Unido    | 14 de noviembre de 2014 | Sencillo en CD, Maxisencillo | Columbia Records |